# Sparisoma frondosum
Sparisoma frondosum is een  straalvinnige vissensoort uit de familie van papegaaivissen (Scaridae). De wetenschappelijke naam van de soort is voor het eerst geldig gepubliceerd in 1831 door Agassiz.
De soort staat op de Rode Lijst van de IUCN als Onzeker, beoordelingsjaar 2009.